# 占士·美亞
占士·美亞（James Meyer，1986年5月28日—），生於澳洲悉尼，澳洲職業足球員，司職中場，曾在亞冠盃上陣。

## 球會生涯
美亞生於澳洲悉尼。2005年，美亞在布里斯班城開始了他的職業生涯。2013年8月13日，印度超級聯賽球隊浦那宣布美亞加盟。2013年9月21日，美亞首次為浦那上陣，並在52分鐘取得首個入球。2013年10月10日，美亞在79分鐘對莫亨巴根取得第二個入球，射成2:0。2013年11月6日，浦那憑美亞在71分鐘射入決定性的入球，以1:0擊敗班加羅爾。美亞曾效力澳洲職業足球聯賽球隊布里斯班獅吼、印度球隊浦那以及緬甸球隊亞達納邦，亦曾在亞洲聯賽冠軍盃上陣。 美亞來香港前效力緬甸球會亞達納邦。 2016年1月，美亞加盟香港超級聯賽球隊東方，取代受傷離隊返回克羅地亞休養的美路史拿域。2016年2月13日，聯賽盃分組賽B組，東方以3:1擊敗元朗，後備入替的美亞首次為東方上陣。

## 榮譽
球會
布里斯班獅吼
- 澳洲職業足球聯賽（2010–11球季（英语：2010–11 A-League），2011–12球季）

亞達納邦
- 緬甸國家足球聯賽（2014球季（英语：2014 Myanmar National League））

東方
- 香港超級聯賽冠軍（2015–16季度）

## 外部連結
- 香港足球總會網頁球員註冊資料 （页面存档备份，存于）